# Duke of Windsor

Wappen des Duke of Windsor

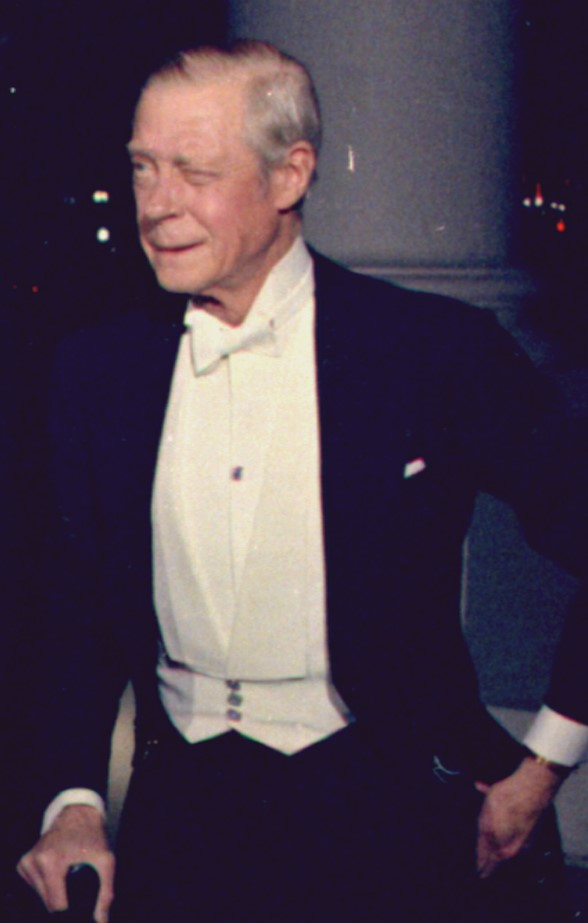
Der Duke of Windsor bei einem Empfang 1970.

Duke of Windsor ['dju:k ɘv 'winzɘ] war ein erblicher britischer Adelstitel in der Peerage of the United Kingdom, der 1937 Prinz Eduard, dem ehemaligen König des Vereinigten Königreichs und Kaiser von Indien, nach seiner Abdankung verliehen wurde.

## Verleihung
Eduard VIII. hatte am 11. Dezember 1936 abgedankt, um die geschiedene Amerikanerin Wallis Simpson zu heiraten. Dessen Bruder und Nachfolger, König Georg VI., kündigte am Folgetag an, dass er Eduard eine Royal Dukedom verleihen wolle und dieser künftig als „Duke of Windsor“ bekannt sein werde. Die Verleihung erfolgte formell erst am 8. März 1937, als die entsprechende Verleihungsurkunde (Letters Patent) ausgefertigt wurde.
Durch Letters Patent vom 27. Mai 1937 wurde ihm außerdem das Prädikat einer „Königlichen Hoheit“ verliehen, allerdings mit dem ausdrücklichen Zusatz, dass seine Gattin und eventuelle Nachkommen dieses Prädikat nicht erhalten sollen.
Als Eduard abdankte, gab es verschiedene Meinungen darüber, welchen Titel der ehemalige König nun tragen sollte. Als andere Möglichkeiten waren die Dukedoms of Cambridge oder Connaught im Gespräch. Beide Titel waren aber zu dieser Zeit bereits vergeben (Duke of Connaught war damals Prinz Arthur, und Marquess of Cambridge war damals George Cambridge). Eine Theorie besagt, dass es die Idee des Premierministers Stanley Baldwin war, ihm den Titel „Duke of Windsor“ zu verleihen, eine andere, dass der neue König Georg VI. unmittelbar nach Ausfertigung der Abdankungserklärung die Idee eines Titels hatte, und vorschlug, „den Familiennamen“ zu verwenden. Der Duketitel ist insofern nach der Stadt Windsor benannt bzw. nach der seit 1917 nach dieser benannten königlichen Familie Windsor.
Da der 1. Duke keine Kinder hatte, erlosch der Titel mit seinem Tod am 28. Mai 1972.

## Liste der Dukes of Windsor (1937)
- HRH The Prince Edward, 1. Duke of Windsor (1894–1972)